# シェルター (2007年の映画)
『シェルター』（英: Shelter）は、2007年に製作されたアメリカ映画。
日本では、2008年7月13日に第17回東京国際レズビアン&ゲイ映画祭にて初上映された。

## キャスト
- ザック：トレヴァー・ライト
- ショーン：ブラッド・ロウ
- ジャンヌ：ティナ・ホームズ
- トリ：ケイティ・ウォルダー